# Junkers Ju 86
Junkers Ju 86 là một loại máy bay ném bom và chở khách của Đức, nó được thiết kế vào đầu thập niên 1930 và được sử dụng trong Chiến tranh thế giới II. Kiểu dân sự có tên Ju 86B có thể chở 10 hành khách.

## Biến thể

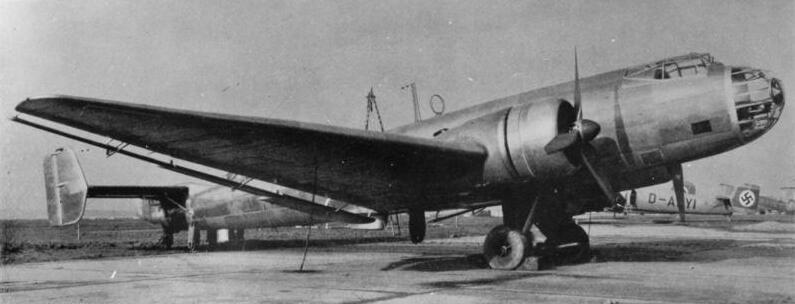
Ju 86G

Ju 86abl
Mẫu thử ném bom đầu tiên.
Ju 86bal
Mấu thử vận tải thứ hai.
Ju 86cb
Mẫu thử ném bom thứ ba.
Ju 86 V4
Mẫu thử cho máy bay vận tải thương mại Ju 86B.
Ju 86 V5
Mẫu thử cho máy bay ném bom Ju 86A.
Ju 86A-0
13 chiếc thuộc lô sản xuất hạn chế đầu tiên.
Ju 86A-1
Phiên bản ném bom đầu tiên.
Ju 86B-0
7 chiếc sản xuất thử thuộc lô phiên bản vận tải.
Ju 86C-1
6 chiếc cho Luft Hansa, lắp 2 động cơ Junkers Jumo 205C.
Ju 86D-1
Phiên bản ném bom.
Ju 86E-1
Phiên bản ném bom cho Luftwaffe, lắp 2 động cơ BMW 132F.
Ju 86E-2
Lắp 2 động cơ BMW 132N.
Ju 86G-1
Lắp mũi kính.
Ju 86E-2
Phiên bản nâng cấp của Ju 86E-1.
Ju 86K-1
Phiên bản xuất khẩu cho Nam Phi và Thụy Điển.
Ju 86K-2
Phiên bản xuất khẩu cho Hungary.
Ju 86K-4
Phiên bản xuất khẩu cho Thụy Điển, giống với Ju 86K-1, nhưng lắp 2 động cơ Bristol Pegasus III.
Ju 86K-5
Phiên bản máy bay ném bom do Thụy Điển chế tạo, lắp 2 động cơ Bristol Pegasus XII.
Ju 86K-6
Phiên bản xuất khẩu cho Chile và Bồ Đào Nha.
Ju 86K-7
Phiên bản xuất khẩu cho Áo với động cơ BMW 132.
Ju 86K-13
Phiên bản máy bay ném bom do Thụy Điển chế tạo.
Ju 86P-1
Phiên bản tiêm kích tầng cao, lắp 2 động cơ Jumo 207.
Ju 86P-2
Phiên bản trinh sát không ảnh.
Ju 86R-1
Phiên bản trinh sát.
Ju 86R-2
Phiên bản ném bom.
Ju 86R-3
Lắp 2 động cơ Jumo 208.
Ju 186
Mẫu ném bom tầng cao 4 động cơ đề xuất. Không chế tạo.
Ju 286
Mẫu ném bom tầng cao 6 động cơ đề xuất. Không chế tạo.

## Quốc gia sử dụng

### Quân sự
Áo
- Không quân Áo (1927-1938)

 Bolivia
- Không quân Bolivia

 Chile
- Không quân Chile

 Germany
- Luftwaffe

 Hungary
- Không quân Hoàng gia Hungary

 Nhật Bản
- Kempeitai

 Bồ Đào Nha
- Không quân Bồ Đào Nha

 România
- Không quân Romania

 South Africa
- Không quân Nam Phi[3]

 Tây Ban Nha
- Không quân Tây Ban Nha

 Thụy Điển
- Không quân Thụy Điển[4][5]

### Dân sự
Úc
- Southern Airlines and Freighters of Australia

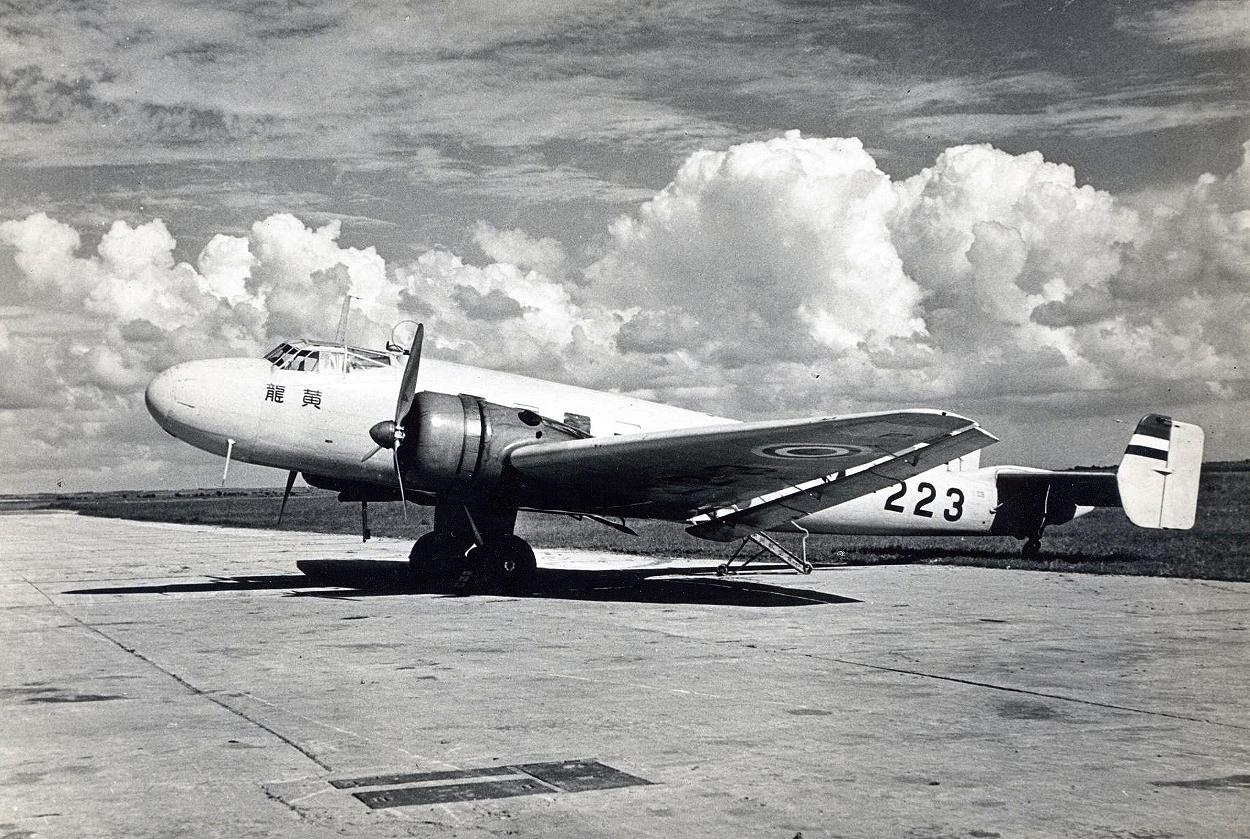
Junkers Ju86Z, Manchukuo National Airways. M-223 "Huánglóng"

 Bolivia
- Lloyd Aereo Boliviano

 Chile
- LAN Chile

 Germany
- Luft Hansa

 Manchukuo
- Manchukuo National Airways

 South Africa
- South African Airways

 Nhà nước Tây Ban Nha
 Thụy Điển
- AB Aerotransport

 Thụy Sĩ
- Swissair

## Tính năng kỹ chiến thuật (Ju 86R)

Junkers Ju-86 K

Jane's Fighting Aircraft of World War II and Warbirds Resource Group

### Đặc điểm riêng
- Tổ lái: 2
- Chiều dài: 16,46 m (54 ft)
- Sải cánh: 32 m (105 ft)
- Chiều cao: 4,7 m (15 ft 5 in)
- Diện tích cánh: 82 m² (883 ft²)
- Trọng lượng rỗng: 6.700 kg (14.800 lb)
- Trọng lượng cất cánh tối đa: 11.530 kg (25.420 lb)
- Động cơ: 2 × Junkers Jumo 207B-3/V, 746 kW (1.000 hp) mỗi chiếc

### Hiệu suất bay
- Vận tốc cực đại: 420 km/h (260 mph)
- Tầm bay: 1.580 km (980 mi)
- Trần bay: 13.000 m (42.650 ft)
- Vận tốc lên cao: 4,67 m/s (900 ft/phút)

### Vũ khí
- 3 súng máy MG 15
- 1.000 kg (2.200 lb) bom